# 安山夢子
安山 夢子（やすやま ゆめこ、2009年12月17日 - ）は、テアトルアカデミープロダクション所属の日本の子役。身長146 cm。趣味・特技はジャズダンス、ピアノ。

## 出演

### テレビドラマ
- 「戦う女」第3話（2014年10月31日、フジテレビ）[2]
- 「マザー・ゲーム〜彼女たちの階級〜」（2015年4月14日 - 6月16日、TBS） - 園児 役[3][4]
- 「偽装の夫婦」第8話（2015年11月25日、日本テレビ） - 名波八重子（幼少期） 役[5]
- 「世にも奇妙な物語」「'16春の特別編『美人税』」（2016年5月28日、フジテレビ） - 女の子 役[6]
- 「さくらの親子丼」最終話（2017年11月25日、フジテレビ） - 二宮あざみ（幼少期） 役[7][8]
- 「相棒 season16」第11話（2018年1月10日、テレビ朝日） - 施設の少女 役[9][10]
- 「義母と娘のブルース」（2018年7月10日 - 9月18日、TBS） - クラスメイト 役[11][12]
- 「みかづき」第2話（2019年2月2日、NHK） - 菊池夢子 役[13][14][15]
- 大河ドラマ（NHK）
  - 「いだてん〜東京オリムピック噺〜」第40話（2019年10月27日） - 平沢洋子 役[16][17][18]
  - 「青天を衝け」第34話・第36話・第37話（2021年11月7日、11月21日、11月28日） - セツ 役[19][20][21]
- 「駐在刑事 Season2」第4話（2020年2月14日、テレビ東京） - りか 役[22]
- 「Akiko's Piano 被爆したピアノが奏でる和音」（2020年8月15日、NHK BSプレミアム）[23]
- 「0.5の男」第2話 - 最終話（2023年6月4日 - 25日、WOWOW） - 根津夢子 役

### 映画
- 「海賊とよばれた男」（2016年12月10日） - 国岡道子 役
- 「おみおくり」（2018年3月24日） - 当麻マミ 役[24]
- 「記憶屋 あなたを忘れない」（2020年1月17日） - 内田アイ子（幼少期） 役[25]
- 「凪の海」（2020年6月8日） - 中江凪（幼少期） 役[26]

### バラエティ
- 「マチスコープ」（NHK Eテレ）
- 「櫻井翔のリオ五輪特番」（2016年8月8日、日本テレビ） - 吉田沙保里（幼少期） 役
- 「ニノさん」（2017年7月23日・7月30日、日本テレビ） - となりのホラーちゃん 役[27][28]
- 「ぐるぐるナインティナイン」（2017年10月5日、日本テレビ）
- 「いくぞニッポン! こども経済TV」（2019年3月31日、テレビ東京） - リポーター[29]
- 「青春高校3年C組」（2020年、テレビ東京）[30]
- 「〜笑って学べるネタSHOW〜笑ってもイイ授業!!」（2020年12月19日、TBS） - 生徒 役[31]
- 「天才てれびくんhello,」（2021年6月14日 - 6月16日、NHK Eテレ） - マリン 役[32][33]

### CM
- JPリターンズ「未来の投資家たち」 - IT社長 役
- NEXCO西日本「キッズドライバー」篇
- ソニー「toio」
- ティファール
- 伊藤ハム チーズイン「ヤタヤタヤッター」篇
- 富山常備薬「キミエホワイトプラス」
- ファミリーマート「ファミマドリーム夏フェスタ」
- 花王 メリット「シャンプーのうた」
- アクサ生命保険 「親子の時計 Where Does the Time Go?」 - 娘 役
- 大阪ガス「住ミカタサービス」
- ステーキ宮（2021年）[34][35]
- イオンウォーター （2022年）[36]

### 吹き替え
- 「保健教師アン・ウニョン」（2020年） - ジョンヒョン 役

### WEBムービー
- Cook Do きょうの大皿（2021年）[37]

### スチール
- 朝日小学生新聞デジタル for School
- 世界文化社
  - ワンダーランド
  - PriPri

### VP
- こどもちゃれんじほっぷ・ぽけっと

### MV
- ウカスカジー「Celebration」（2016年） - 阿佐ヶ谷姉妹（幼少期） 役

### 舞台
- 「ヒロイン」（2019年4月13日 - 4月21日） - 新谷空 役[38][39]
- 「七祭 ～ナナフェス～ この夏、胸アツ！演劇2本に映画だ、わっしょい！」 （2021年7月2日 - 7月11日）[40][41]
- 「楽屋」（2021年10月16日 - 10月24日） - 少女（声） 役[42]

### YouTube
- こども大喜利バラエティ『ひらめきアカデミー』
- Wican Story「子どもたちに楽器を渡してみたら始まること」（2021年6月18日）[43]
- ベネッセコーポレーション「進研ゼミ こども大学 ～みらい学部～」（2021年） - 生徒 役
  - 「空間演出が作る未来篇」[44]
  - 「未来の農業#1 未来の農園を見てみよう」[45]
  - 「未来の農業#2 LED農園の未来を学ぼう」[46]
  - 「飛行機の未来 航空会社のお仕事を学ぼう！」[47]